# Palazzo De Leone
Il Palazzo De Leone è un palazzo storico di Napoli, ubicato in via Salvator Rosa.
Il palazzo appartiene a una cortina di edifici eretta nel corso del XVII secolo al posto del giardino della masseria di Scipione Di Somma (sostituita alla fine del '700 dal Ritiro delle Teresiane di Torre del Greco). Non è rintracciabile nessun elemento architettonico che rimandi alle sue origini seicentesche, in quanto venne totalmente rinnovato nella prima metà dell'XIX secolo.
La sobria facciata a quattro piani, restaurata nel 2019, è sormontata da una terrazza; mentre in fondo al cortile rettangolare e in asse rispetto all'androne si staglia la scala aperta dall'unica arcata ribassata per livello.
L'edificio è ovviamente adibito a condominio e si presenta in buone condizioni conservative.